# Acyphoderes magna
Acyphoderes magna là một loài bọ cánh cứng trong họ Cerambycidae.